# 时代广场11号
时代广场11号（11 Times Square）是一栋位于纽约市40层高的摩天大楼。建成于2010年，高601英尺（183米）.有不少公司提议在大楼的底层建筑水族馆，用于养鲨、黄貂鱼、企鹅等。